# Guenrikh Litinski
Guenrikh Ilitx Litinski, en rus Генрих Ильич Литинский (Lypovets (Ucraïna), 4 de març, 1901 - Moscou (Unió Soviètica), 26 de juliol, 1985), va ser un compositor i professor universitari rus-soviètic.

## Biografia
Litinski provenia d'una família d'origen poloneso-jueu i va estudiar composició amb Reinhold Glière al Conservatori de Moscou. Després de graduar-se el 1928, hi va ensenyar composició fins al 1943, a partir del 1933 com a professor i en ocasions com a degà. Entre 1934 i 1936 va ser víctima d'una campanya del govern contra el suposat “formalisme musical”. Després va haver de deixar el seu lloc el 1937 i se li va permetre tornar a treballar el 1939.
De 1944 a 1947 va treballar per a l'Associació de Compositors Soviètics. El 1945 va anar a Iakutsk per realitzar estudis d'etnomusicologia. Allà, en col·laboració amb col·legues locals, va escriure les obres de primera etapa basades en el folklore Iacut. Va compondre, juntament amb Mark Nikolayevich Zhirkov (1892–1951), l'òpera Njurgun Bootur (Ньюргун Боотур) i el ballet Feldblume (Полевой цветок), ambdues obres es van representar el 1947 a l'Òpera i al Teatre Estatal de Yakutsk.
De tornada a Moscou, va treballar com a professor de contrapunt i composició a l'Institut Gnessin des de 1947 fins a la seva mort. També va ensenyar al Conservatori Estatal de Kazan de 1949 a 1964. Va morir a Moscou a finals de juliol de 1985.

## Obra
Litinski va deixar enrere òperes, ballets i comèdies musicals, una simfonia (1928), suites, rapsòdies i concerts, així com obres de música de cambra, incloent 12 quartets de corda, sonates solistes per a violí i viola i cicles de cançons. Una de les poques obres que també es van publicar en enregistraments va ser el Concert per a orquestra de corda (1961).
Com a professor de composició, va escriure treballs metodològics sobre polifonia, i com a etno-musicòleg va recollir i processar material de música popular de 23 regions.
Com a professor, Litinski va influir en generacions senceres de compositors soviètics, russos i armenis. Els seus alumnes inclouen Arnó Babadjanian, Edvard Mirzoian, Aleksandr Harutiunian, Karen Chatschaturjan, Näcip Cihanov, Grigori Frid, Mukasch Abdrajew, Abdylas Maldybajew, Oleg Ejges, Ievgueni Gólubev, Adam Chudojan, Boris Parsadanjan, Tíkhon Khrénnikov, German Galynin, Joseph Dorfman und Eleonora Eksanischwili.

## Premis
- 1957: Artista Honorat de la RSFSR
- 1963: Artista Honorat de l'ASSR de Chuvash
- 1964: Artista popular de la Yakut ASSR
- 1964: Artista popular de l'ASSR tàrtara
- 1977: Premi Estatal Glinka de la RSFSR[9]